# Anita Görbicz
Anita Görbicz [ˈɒnitɒ ˈɡørbiʦ] (* 13. Mai 1983 in Veszprém, Ungarn) ist eine ungarische Handballtrainerin und ehemalige Handballspielerin. Die 1,75 m große Spielerin wurde 2005 zur Welthandballerin gewählt.

## Karriere
Görbicz, die für den ungarischen Spitzenclub Győri ETO KC (Rückennummer 13) sowie für die ungarische Frauen-Handballnationalmannschaft (Rückennummer 13) auflief, wurde auf den Positionen Rückraum Mitte und Linksaußen eingesetzt.
Anita Görbicz kam früh in die Jugendabteilung des Erstligisten Győri ETO KC. Bis 2001 spielte sie noch in der zweiten Mannschaft des Vereins, aber bereits 1998 – mit 15 Jahren – debütierte sie mit der ersten Mannschaft in der ersten ungarischen Liga. Mit Győr gewann sie 2005, 2006, 2008, 2009, 2010, 2011, 2012, 2013, 2014, 2016, 2017, 2018 und 2019 die ungarische Meisterschaft sowie 2005, 2006, 2007, 2008, 2009, 2010, 2011, 2012, 2013, 2014, 2015, 2016, 2018, 2019 und 2021 den ungarischen Pokal. 2013 gewann sie mit der EHF Champions League nach mehreren erfolglosen Finalteilnahmen erstmals einen europäischen Titel. In der darauffolgenden Spielzeit gewann sie erneut diesen Titel. Ab Oktober 2014 befand sie sich in einer Babypause. Im September 2015 gab sie ihr Comeback. 2017, 2018 und 2019 gewann sie erneut die EHF Champions League. Seit der Saison 2020/21 ist Görbicz zusätzlich als Co-Trainerin bei Győri ETO KC tätig. Nachdem Gábor Danyi am 7. Mai 2021 von seinen Aufgaben entbunden wurde, übernahm sie gemeinsam mit Attila Kun und Zoltán Holanek das Traineramt von Győri ETO KC. Drei Tage später wurde das Trainerteam von Ambros Martín abgelöst. Nach der Saison 2020/21 beendete sie ihre Spielerkarriere.
Anita Görbicz bestritt 233 Länderspiele für die ungarische Handballnationalmannschaft. 2001 wurde sie mit den ungarischen Juniorinnen Vize-Weltmeisterin; mit der A-Nationalmannschaft wiederholte sie diesen Erfolg 2003 und gewann bei der Europameisterschaft 2004 sowie der Handball-Weltmeisterschaft der Frauen 2005 jeweils Bronze. Auch an der Handball-Weltmeisterschaft der Frauen 2007 in Frankreich nahm sie mit Ungarn teil.